# Christopher Hampton

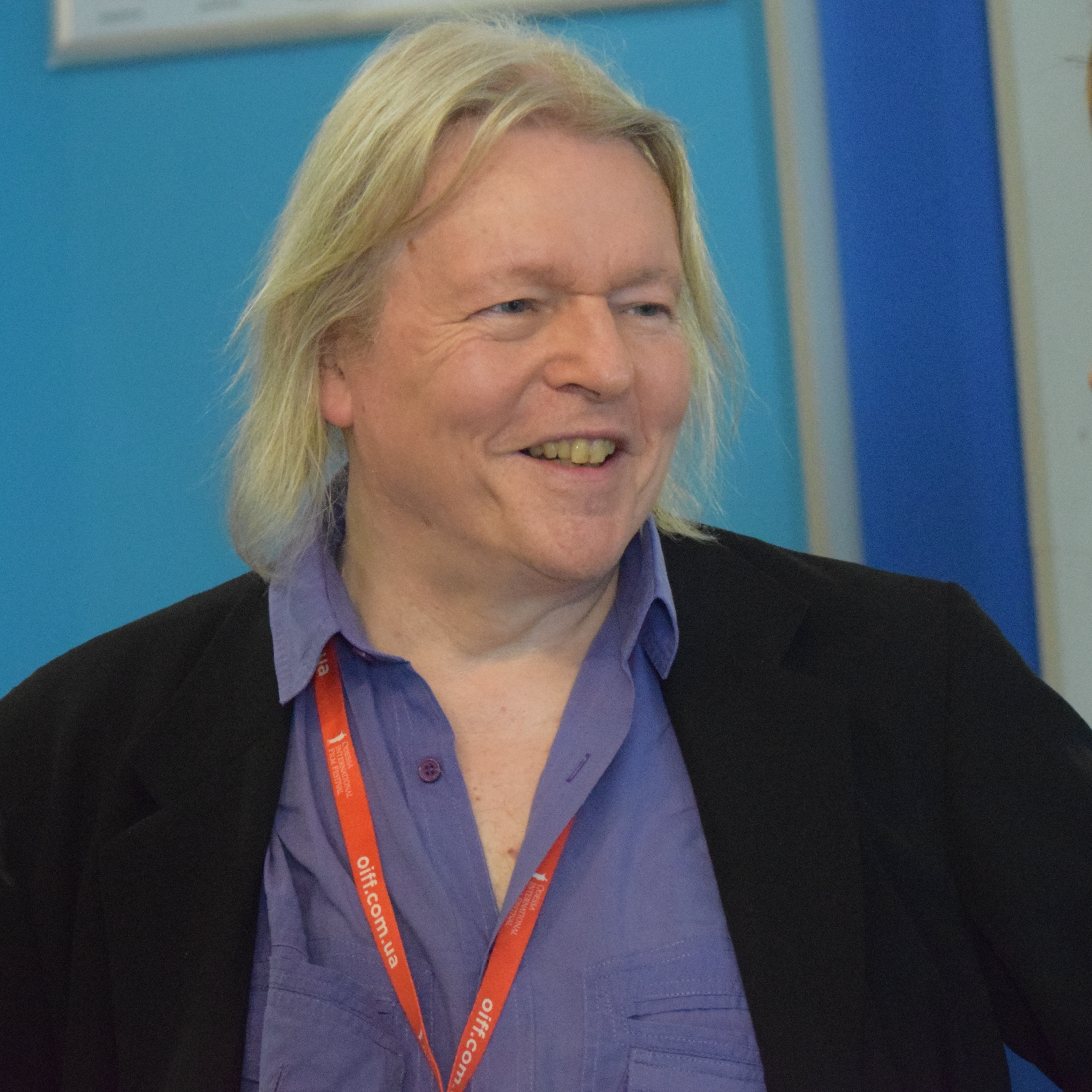
Christopher Hampton (2016)

Christopher James Hampton, CBE, FRSL, (* 26. Januar 1946 auf Ilha do Faial, Portugal) ist ein britischer Dramatiker, Übersetzer, Drehbuchautor und Regisseur.

## Leben und Wirken
Christopher Hampton wurde als Sohn britischer Eltern in Faial, einer Insel der Azoren, geboren. Sein Vater Bernard Patrick Hampton arbeitete dort als Fachingenieur für Telekommunikation für die Firma Cable & Wireless. Bedingt durch den Beruf des Vaters zog die Familie nach Aden und dann nach Alexandria in Ägypten um. Wegen der Sueskrise 1956 sah sich die Familie gezwungen, Ägypten überstürzt und ohne ihre Besitztümer zu verlassen. Christopher und sein älterer Bruder wurden nach England geschickt, während der Vater weiterhin für seine Firma international tätig war.
Nach dem Besuch einer Schule in Reigate (Surrey) wechselte er nach drei Jahren im Alter von 13 Jahren auf das Lancing College, eine der alten englischen Privatschulen. Einer seiner Schulkollegen war der Dramatiker David Hare, der Dichter Harry Guest (* 1932) war dort Lehrer.
Ab 1964 studierte er Deutsch und Französisch am New College, Oxford und legte 1968 sein Examen mit einem First Class Degree ab.
Der Durchbruch gelang ihm außergewöhnlich früh: 1966 feierte das Theaterstück When Did You Last See My Mother? des gerade 20-jährigen Hampton über die Affäre einer Mutter mit dem besten Freund ihres Sohnes am Londoner West End Premiere. Im Jahr 1973 gab er sein Debüt als Drehbuchautor für den Film Ein Puppenheim nach einem Theaterstück von Henrik Ibsen, welcher auf einer Broadway-Inszenierung des Stücks beruht. 1979 wirkte er als Autor an dem Film Geschichten aus dem Wienerwald mit, der auf dem gleichnamigen Theaterstück von Ödön von Horváth basiert.
1985 produzierte die Royal Shakespeare Company seine Bearbeitung des Romans Gefährliche Liebschaften von Choderlos de Laclos. Für das Stück gewann Hampton den Evening Standard Award for Best Play und den Laurence Olivier Award für das Best New Play, Lindsay Duncan erhielt für ihre Verkörperung der Marquise de Verteuil den Laurence Olivier Award als Best Actress. Sein Drehbuch zu dem gleichnamigen Filmdrama bedeutete für Hampton den Durchbruch; 1989 erhielt er für diese Arbeit den Oscar und den Writers Guild of America Award.
In den 1980er Jahren war er sowohl für das Fernsehen wie auch das Kino aktiv; dies setzte sich auch zu Beginn der 1990er Jahre fort.
Sein Debüt als Regisseur gab er 1995 mit dem Film Carrington, zu dem er auch das Drehbuch verfasste. Ein Jahr später entstand mit Der Geheimagent unter seiner Regie eine Neuinterpretation des gleichnamigen Stoffes von Joseph Conrad, der bereits von Alfred Hitchcock 1936 unter dem Titel Sabotage verfilmt worden war. In den folgenden Jahren war er ausschließlich als Drehbuchautor für verschiedene Kinofilme tätig, erst 2003 entstand sein dritter Film als Regisseur.
Sein Drehbuch für die Literaturverfilmung Abbitte brachte ihm eine Oscar-Nominierung ein und er wurde mit dem Satellite Award ausgezeichnet. Im Jahr 1999 wurde er von der britischen Königin zum Commander of the Order of the British Empire ernannt.
Im Oktober 2020 wurde er Ehrenmitglied des Theaters in der Josefstadt. Im April 2021 erhielt er für das gemeinsam mit Florian Zeller geschriebene Drehbuch zu The Father einen weiteren Oscar. Zwei Jahre später arbeitete Hampton erneut mit ihm an der Filmadaption The Son (2022) zusammen.
Christopher Hampton ist seit 1971 verheiratet und Vater von zwei Kindern.

## Werk

### Theaterstücke
- 1966: When Did You Last See My Mother?, Uraufführung am Royal Court Theatre
- 1971: Der Menschenfreund (The Philanthropist), Uraufführung am Royal Court Theatre; ins Deutsche übersetzt von Martin Walser
- 1974: Die Wilden (Savages), Uraufführung am Royal Court Theatre; ins Deutsche übersetzt von Alissa und Martin Walser
- 1982: Geschichten aus Hollywood (Tales From Hollywood), Uraufführung am Mark Taper Forum, Los Angeles, DE 1984 am Schauspielhaus Düsseldorf
- 1985: Gefährliche Liebschaften (Les Liaisons Dangereuses), Theateradaption des gleichnamigen Briefromans von Choderlos de Laclos für die Royal Shakespeare Company,[7] Erstaufführung Stratford-on-Avon 1985
- 1991: Das weiße Chamäleon (White Chameleon), Uraufführung am Cottesloe Theatre des Royal National Theatre, London, Regie: Richard Eyre; ins Deutsche übersetzt von Alissa und Martin Walser
- 2003: Die Methode (The Talking Cure), Uraufführung am Cottesloe Theatre des Royal National Theatre, London, Regie: Howard Davies
- 2009: Jugend ohne Gott, nach Ödön von Horváth, uraufgeführt am 26. November 2009 im Theater in der Josefstadt; ins Deutsche übersetzt von Reinhard Palm
- 2014: Eine dunkle Begierde, Regie: Christopher Hampton; deutsche Übersetzung von Daniel Kehlmann,[8] uraufgeführt am 27. November 2014 im Theater in der Josefstadt[9][10]
- 2020: Geheimnis einer Unbekannten, nach Stefan Zweigs Novelle Brief einer Unbekannten, deutsche Übersetzung von Daniel Kehlmann, Uraufführung in der Spielzeit 2020/21 am Theater in der Josefstadt[11]

### Übersetzungen und Bearbeitungen für das Theater
Hampton hat zahlreiche Stücke des europäischen Theaters für die englische Bühne bearbeitet und neu übersetzt. In der Regel wurden seine Fassungen zunächst auf der Bühne gespielt und später erst publiziert.
- Ödön von Horváth: Don Juan kommt aus dem Krieg (Don Juan Comes Back From the War); Erstaufführung 1978: National Theatre Company, Cottesloe Theatre, London
- Ödön von Horváth: Geschichten aus dem Wiener Wald (Tales from the Vienna Woods); Erstaufführung 1977: National Theatre Company, Olivier Theatre, London
- Ödön von Horváth: Glaube Liebe Hoffnung (Faith, Hope, and Charity); Erstaufführung 1989: Lyric Hammersmith
- Ödon von Horvath: Das Jüngste Gericht (Judgement Day); Erstaufführung 2009
- Henrik Ibsen: Hedda Gabler; Erstaufführung 1976: Ibsen Festival Theatre, Stratford, Ontario, Canada,
- Henrik Ibsen: Gespenster (Ghosts); Erstaufführung 1978
- Henrik Ibsen: Nora oder Ein Puppenheim ( A Doll's House); Erstaufführung 1972
- Henrik Ibsen: Ein Volksfeind (Enemy of the People); Erstaufführung 1997
- Henrik Ibsen: Die Wildente (The Wild Duck); Erstaufführung
- Daniel Kehlmann: Heilig Abend (Christmas Eve); Erstaufführung 2017
- Molière: Don Juan (Don Juan); Erstaufführung 1972
- Molière: Tartuffe ou L’Imposteur (Tartuffe, or The Imposter); Erstaufführung 1983: Royal Shakespeare Company
- Anton Tschechow: Die Möwe (The Seagull); Erstaufführung Southwark Playhouse
- Anton Tschechow: Onkel Wanja (Uncle Vanja);  Erstaufführung 2012: Vaudeville Theatre, London
- Anton Tschechow: Drei Schwestern (Three Sisters); Erstaufführung 2003: Playhouse London
- Yasmina Reza: L’homme du hasard (The Unexpected Man); Erstaufführung 1998: The Royal Shakespeare Company / Barbican Pit und Duchess Theatre, London[12].
- Yasmina Reza: Conversations après un enterrement (Conversations After a Burial); Erstaufführung 2000: Almeida Theatre, London
- Yasmina Reza: Art (Art);  Erstaufführung: 1996 Londoner West End,
- Yasmina Reza: Trois versions de la vie  (Life x 3); Erstaufführung 2000/2001: Lyttleton Auditorium des Royal National Theatre,  2001 Old Vic
- Yasmina Reza: Der Gott des Gemetzels (God of Carnage); Erstaufführung  2008: Gielgud Theatre, London

### Drehbücher
- 1973: Ein Puppenheim
- 1979: Geschichten aus dem Wienerwald
- 1983: Der Honorarkonsul (The Honorary Consul)
- 1986: Die Augen des Wolfes (Oviri)
- 1986: The Good Father
- 1988: Gefährliche Liebschaften (Dangerous Liaisons)
- 1992: Tales From Hollywood – TV-Film, basierend auf seinem gleichnamigen Stück
- 1995: Total Eclipse – Die Affäre von Rimbaud und Verlaine (Total Eclipse)
- 1996: Mary Reilly
- 2002: Der stille Amerikaner (The Quiet American)
- 2007: Abbitte (Atonement) nach dem Roman Atonement von Ian McEwan
- 2009: Chéri – Eine Komödie der Eitelkeiten (Chéri)
- 2011: Eine dunkle Begierde (A Dangerous Method) – basierend auf seinem Stück The Talking Cure
- 2013: Tage am Strand (Adore)
- 2020: The Father
- 2022: The Son

### Libretti
- 1993: Sunset Boulevard, Musik Andrew Lloyd Webber
- 2001: Dracula, Musik Frank Wildhorn
- 2005: Waiting for the Barbarians, Musik Philip Glass
- 2007: Appomattox, Musik Philip Glass

### Filme (Regie)
- 1995: Carrington
- 1996: Der Geheimagent (The Secret Agent)
- 2003: Verschleppt (Imagining Argentina)

## Auszeichnungen (Auswahl)
- Europäischer Filmpreis 2021: Auszeichnung in der Kategorie Bestes Drehbuch für Father[13]
- 2022: Ödön-von-Horváth-Preis